# Campeonato Brasileiro de Futebol Feminino de 2013
O Campeonato Brasileiro de Futebol Feminino de 2013 foi a 1ª edição dessa nova competição organizada pela CBF. A patrocinadora da competição foi a Caixa. O campeão foi o Centro Olímpico.

## Formato e regulamento
Inicialmente os clubes participantes foram divididos em quatro grupos de 5 clubes cada, totalizando 4 partidas na fase de classificação. Os dois melhores de cada grupo avançam para a segunda fase, onde terá dois grupos de 4 clubes cada. Os dois melhores de cada grupo da segunda fase se classificam para a semifinal e depois final.

### Critérios de desempate
Caso haja empate de pontos entre dois clubes, os critérios de desempate serão aplicados na seguinte ordem:
1. Número de vitórias
2. Saldo de gols
3. Gols marcados
4. Confronto direto
5. Número de cartões vermelhos
6. Número de cartões amarelos
7. Sorteio

## Participantes
| Equipe           | Cidade                 | Estado | Estádio (mando)    | Capacidade | Títulos        |
| ---------------- | ---------------------- | ------ | ------------------ | ---------- | -------------- |
| Aliança*         | Goiânia                | GO     | OBA                | 6 885      | 0 (não possui) |
| ASCOOP           | Gama                   | DF     | Bezerrão           | 20 000     | 0 (não possui) |
| Botafogo-PB      | João Pessoa            | PB     | Graça              | 6 000      | 0 (não possui) |
| Caucaia          | Caucaia                | CE     | Presidente Vargas  | 20 268     | 0 (não possui) |
| Centro Olímpico  | São Paulo              | SP     | Pacaembu           | 38 199     | 0 (não possui) |
| Duque de Caxias  | Duque de Caxias        | RJ     | Marrentão          | 7 000      | 0 (não possui) |
| Foz Cataratas    | Foz do Iguaçu          | PR     | Pedro Basso        | 6 968      | 0 (não possui) |
| Francana         | Franca                 | SP     | Lanchão            | 14 686     | 0 (não possui) |
| Iranduba         | Iranduba               | AM     | SESI Manaus        | 5 000      | 0 (não possui) |
| Kindermann       | Caçador                | SC     | Carlos A. C. Neves | 6 500      | 0 (não possui) |
| Mixto            | Cuiabá                 | MT     | Dutrinha           | 7 000      | 0 (não possui) |
| Pinheirense      | Belém                  | PA     | Abelardo Conduru   | 3 000      | 0 (não possui) |
| Rio Preto        | São José do Rio Preto  | SP     | Anísio Haddad      | 14 126     | 0 (não possui) |
| São Francisco EC | São Francisco do Conde | BA     | Junqueira Ayres    | 3 000      | 0 (não possui) |
| São José         | São José dos Campos    | SP     | ADC General Motors | 500        | 0 (não possui) |
| Tiradentes-PI    | Teresina               | PI     | Lindolfinho        | 12 760     | 0 (não possui) |
| Tuna Luso        | Belém                  | PA     | Francisco Vasques  | 5 000      | 0 (não possui) |
| Vasco da Gama    | Rio de Janeiro         | RJ     | São Januário       | 24 584     | 0 (não possui) |
| Viana            | Viana                  | MA     | Djalma Campos      | 3 725      | 0 (não possui) |
| Vitória          | Vitória de Santo Antão | PE     | Carneirão          | 8 000      | 0 (não possui) |

- A equipe América-SP desistiu de participar do campeonato.
- Obtiveram o direito de participar do campeonato os 20 times melhores classificados no Ranking da CBF de Futebol Feminino[4].

## Primeira fase

### Grupo 1
| Pos | Equipes         | Pts | J | V | E | D | GP | GC | SG  |
| --- | --------------- | --- | - | - | - | - | -- | -- | --- |
| 1   | Centro Olímpico | 12  | 4 | 4 | 0 | 0 | 14 | 4  | +10 |
| 2   | Rio Preto       | 7   | 4 | 2 | 1 | 1 | 11 | 4  | +7  |
| 3   | Duque de Caxias | 4   | 4 | 1 | 1 | 2 | 5  | 11 | –6  |
| 4   | Aliança         | 3   | 4 | 1 | 0 | 3 | 5  | 14 | –9  |
| 5   | Francana        | 2   | 4 | 0 | 2 | 2 | 5  | 7  | –2  |

|                 | FRA | RPR | DCA | ADC | ALI |
| --------------- | --- | --- | --- | --- | --- |
| Francana        | —   | 0–0 | 1–1 |     |     |
| Rio Preto       |     | —   | 5–1 |     | 4–0 |
| Duque de Caxias |     |     | —   | 1–4 | 2–1 |
| Centro Olímpico | 2–1 | 3–2 |     | —   |     |
| Aliança         | 4–3 |     |     | 0–5 | —   |

|  |                                           |
|  | Zona de classificação para a próxima fase |

### Grupo 2
| Pos | Equipes       | Pts | J | V | E | D | GP | GC | SG  |
| --- | ------------- | --- | - | - | - | - | -- | -- | --- |
| 1   | Foz Cataratas | 7   | 4 | 2 | 1 | 1 | 8  | 5  | +3  |
| 2   | São José      | 6   | 4 | 1 | 3 | 0 | 7  | 4  | +3  |
| 3   | Vasco da Gama | 6   | 4 | 1 | 3 | 0 | 5  | 4  | +1  |
| 4   | Kindermann    | 5   | 4 | 1 | 2 | 1 | 8  | 5  | +3  |
| 5   | ASCOOP        | 1   | 4 | 0 | 1 | 3 | 2  | 12 | –10 |

|               | KIN | FOZ | SJO | VAS | ASC |
| ------------- | --- | --- | --- | --- | --- |
| Kindermann    | —   | 1–2 | 2–2 |     |     |
| Foz Cataratas |     | —   |     | 1–2 | 4–1 |
| São José      |     | 1–1 | —   |     | 3–0 |
| Vasco da Gama | 1–1 |     | 1–1 | —   |     |
| ASCOOP        | 0–4 |     |     | 1–1 | —   |

|  |                                           |
|  | Zona de classificação para a próxima fase |

### Grupo 3
| Pos | Equipes          | Pts | J | V | E | D | GP | GC | SG  |
| --- | ---------------- | --- | - | - | - | - | -- | -- | --- |
| 1   | São Francisco EC | 10  | 4 | 3 | 1 | 0 | 10 | 1  | +9  |
| 2   | Vitória          | 10  | 4 | 3 | 1 | 0 | 8  | 1  | +7  |
| 3   | Caucaia          | 6   | 4 | 2 | 0 | 2 | 5  | 5  | 0   |
| 4   | Botafogo-PB      | 3   | 4 | 1 | 0 | 3 | 2  | 7  | –5  |
| 5   | Mixto            | 0   | 4 | 0 | 0 | 4 | 2  | 13 | –11 |

|                  | MIX | CAU | BOT | VIT | SFR |
| ---------------- | --- | --- | --- | --- | --- |
| Mixto            | —   | 2–3 |     | 0–3 |     |
| Caucaia          |     | —   | 2–0 |     | 0–2 |
| Botafogo-PB      | 2–0 |     | —   | 0–3 |     |
| Vitória          |     | 1–0 |     | —   | 1–1 |
| São Francisco EC | 5–0 |     | 2–0 |     | —   |

|  |                                           |
|  | Zona de classificação para a próxima fase |

### Grupo 4
| Pos | Equipes       | Pts | J | V | E | D | GP | GC | SG  |
| --- | ------------- | --- | - | - | - | - | -- | -- | --- |
| 1   | Tiradentes-PI | 9   | 4 | 3 | 0 | 1 | 20 | 10 | +10 |
| 2   | Tuna Luso     | 9   | 4 | 3 | 0 | 1 | 13 | 6  | +7  |
| 3   | Pinheirense   | 7   | 4 | 2 | 1 | 1 | 11 | 6  | +5  |
| 4   | Iranduba      | 3   | 4 | 1 | 0 | 3 | 8  | 10 | –2  |
| 5   | Viana         | 1   | 4 | 0 | 1 | 3 | 5  | 25 | –20 |

|               | TIR | IRA | PIN | TLU | VIA  |
| ------------- | --- | --- | --- | --- | ---- |
| Tiradentes-PI | —   |     |     | 4–3 | 11–1 |
| Iranduba      | 2–4 | —   |     |     | 5–1  |
| Pinheirense   | 4–1 | 3–0 | —   |     |      |
| Tuna Luso     |     | 2–1 | 2–1 | —   |      |
| Viana         |     |     | 3–3 | 0–6 | —    |

|  |                                           |
|  | Zona de classificação para a próxima fase |

## Segunda fase

### Grupo 5
| Pos | Equipes          | Pts | J | V | E | D | GP | GC | SG  |
| --- | ---------------- | --- | - | - | - | - | -- | -- | --- |
| 1   | São José         | 15  | 6 | 5 | 0 | 1 | 14 | 4  | +10 |
| 2   | Centro Olímpico  | 13  | 6 | 4 | 1 | 1 | 18 | 6  | +12 |
| 3   | São Francisco EC | 4   | 6 | 1 | 1 | 4 | 3  | 17 | –14 |
| 4   | Tuna Luso        | 3   | 6 | 1 | 0 | 5 | 7  | 15 | –8  |

|                  | ADC | SFR | SJO | TLU |
| ---------------- | --- | --- | --- | --- |
| Centro Olímpico  | —   | 4–0 | 2–0 | 5–1 |
| São Francisco EC | 1–1 | —   | 0–2 | 2–1 |
| São José         | 3–1 | 6–0 | —   | 2–1 |
| Tuna Luso        | 1–5 | 3–0 | 0–1 | —   |

|  |                                           |
|  | Zona de classificação para a próxima fase |

### Grupo 6
| Pos | Equipes       | Pts | J | V | E | D | GP | GC | SG |
| --- | ------------- | --- | - | - | - | - | -- | -- | -- |
| 1   | Foz Cataratas | 13  | 6 | 4 | 1 | 1 | 12 | 7  | +5 |
| 2   | Rio Preto     | 8   | 6 | 2 | 2 | 2 | 12 | 12 | 0  |
| 3   | Vitória       | 8   | 6 | 2 | 2 | 2 | 5  | 7  | –3 |
| 4   | Tiradentes-PI | 4   | 6 | 1 | 1 | 4 | 12 | 15 | –3 |

|               | FOZ | TIR | RPR | VIT |
| ------------- | --- | --- | --- | --- |
| Foz Cataratas | —   | 2–2 | 2–1 | 2–0 |
| Tiradentes-PI | 2–3 | —   | 4–6 | 3–1 |
| Rio Preto     | 1–3 | 2–1 | —   | 1–1 |
| Vitória       | 1–0 | 1–0 | 1–1 | —   |

|  |                                           |
|  | Zona de classificação para a próxima fase |

## Fase final
Em itálico, os times que possuíram o mando de campo no primeiro jogo do confronto e em negrito os times classificados.
|  | Semifinais      | Semifinais      | Semifinais | Semifinais |   |             | Final | Final | Final | Final |
|  |                 |                 |            |            |   |             |       |       |       |       |
|  | Rio Preto       | 3               | 4          | 7          |   |             |       |       |       |       |
|  | São José-SP     | 4               | 4          | 8          |   |             |       |       |       |       |
|  | São José-SP     | 4               | 4          | 8          |   | São José-SP | 2     | 1     | 3     |       |
|  |                 |                 |            |            |   | São José-SP | 2     | 1     | 3     |       |
|  |                 | Centro Olímpico | 2          | 2          | 4 |             |       |       |       |       |
|  | Centro Olímpico | Centro Olímpico | 2          | 2          | 4 | 5           | 1     | 6     |       |       |
|  | Centro Olímpico |                 |            |            |   | 5           | 1     | 6     |       |       |
|  | Foz Cataratas   | 1               | 1          | 2          |   |             |       |       |       |       |

## Premiação
| Campeonato Brasileiro Feminino de 2013 |
| São Paulo                              |
| -------------------------------------- |
| Centro Olímpico Campeão (1º título)    |

## Artilharia
Atualizado: 7 de dezembro de 2013.
| Gols | Jogador      | Time                |
| ---- | ------------ | ------------------- |
| 12   | Gabi         | Centro Olímpico     |
| 11   | Darlene      | Rio Preto           |
| 9    | Rayssa       | Tiradentes-PI       |
| 8    | Byanca       | Foz Cataratas       |
| 8    | Ketlen       | Centro Olímpico     |
| 8    | Cristiane    | Centro Olímpico     |
| 8    | Tamires      | Centro Olímpico     |
| 7    | Taci         | Tiradentes-PI       |
| 7    | Giovania     | São José-SP         |
| 7    | Barrinha     | Rio Preto           |
| 6    | Duda         | Vitória das Tabocas |
| 6    | Irley        | Pinheirense         |
| 5    | Daiane       | Foz Cataratas       |
| 4    | 4 jogadoras  | 4 jogadoras         |
| 3    | 11 jogadoras | 11 jogadoras        |
| 2    | 23 jogadoras | 23 jogadoras        |
| 1    | 50 jogadoras | 50 jogadoras        |

## Classificação geral
| Pos | Times           | Pts | J  | V  | E | D | GP | GC | SG  | Classificação               |
| --- | --------------- | --- | -- | -- | - | - | -- | -- | --- | --------------------------- |
| 1   | Centro Olímpico | 33  | 14 | 10 | 3 | 1 | 42 | 15 | +27 | Finalistas                  |
| 2   | São José-SP     | 26  | 14 | 7  | 5 | 1 | 32 | 19 | +13 | Finalistas                  |
| 3   | Foz Cataratas   | 21  | 12 | 6  | 3 | 3 | 22 | 18 | +4  | Eliminados nas semifinais   |
| 4   | Rio Preto       | 16  | 12 | 4  | 4 | 4 | 30 | 24 | +6  | Eliminados nas semifinais   |
| 5   | Vitória         | 18  | 10 | 5  | 3 | 2 | 13 | 8  | +5  | Eliminados na segunda fase  |
| 6   | São Francisco   | 14  | 10 | 4  | 2 | 4 | 13 | 18 | –5  | Eliminados na segunda fase  |
| 7   | Tiradentes      | 13  | 10 | 4  | 1 | 5 | 32 | 25 | +7  | Eliminados na segunda fase  |
| 8   | Tuna Luso       | 12  | 10 | 4  | 0 | 6 | 20 | 21 | –1  | Eliminados na segunda fase  |
| 9   | Pinheirense     | 7   | 4  | 2  | 1 | 1 | 11 | 6  | +5  | Eliminados na primeira fase |
| 10  | Caucaia         | 6   | 4  | 2  | 0 | 2 | 5  | 5  | 0   | Eliminados na primeira fase |
| 11  | Vasco da Gama   | 6   | 4  | 1  | 3 | 0 | 5  | 4  | +1  | Eliminados na primeira fase |
| 12  | Kindermann      | 5   | 4  | 1  | 2 | 1 | 8  | 5  | +3  | Eliminados na primeira fase |
| 13  | Duque de Caxias | 4   | 4  | 1  | 1 | 2 | 5  | 11 | –6  | Eliminados na primeira fase |
| 14  | Iranduba        | 3   | 4  | 1  | 0 | 3 | 8  | 10 | –2  | Eliminados na primeira fase |
| 15  | Botafogo        | 3   | 4  | 1  | 0 | 3 | 2  | 7  | –5  | Eliminados na primeira fase |
| 16  | Aliança         | 3   | 4  | 1  | 0 | 3 | 5  | 14 | –9  | Eliminados na primeira fase |
| 17  | Francana        | 2   | 4  | 0  | 2 | 2 | 5  | 7  | –2  | Eliminados na primeira fase |
| 18  | ASCOOP          | 1   | 4  | 0  | 1 | 3 | 2  | 12 | –10 | Eliminados na primeira fase |
| 19  | Viana           | 1   | 4  | 0  | 1 | 3 | 5  | 25 | –20 | Eliminados na primeira fase |
| 20  | Mixto           | 0   | 4  | 0  | 0 | 4 | 2  | 13 | –11 | Eliminados na primeira fase |